# Lester Piggott
Lester Keith Piggott, född 5 november 1935 i Wantage i Oxfordshire (i dåvarande Berkshire), död 29 maj 2022 i Genève, Schweiz, var en brittisk professionell jockey. Med 4 493 segrar i karriären, inklusive nio segrar i Epsom Derby, betraktas han allmänt som en av de största galoppjockeyerna genom tiderna. Piggott gick under smeknamnet "The Long Fellow", och höll sig 30 pounds (14 kg) under sin naturliga vikt. Han betraktade hästen Sir Ivor som den enklaste att rida av de stora vinnarna.

## Karriär

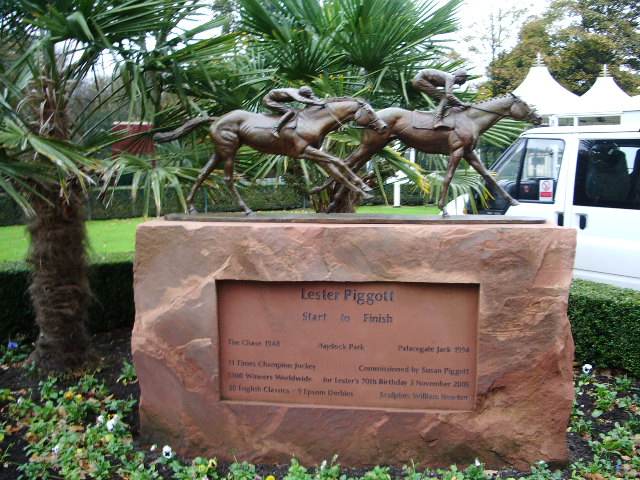
En staty i Piggotts ära på Haydock Park Racecourse, Merseyside.

Piggott började tävla med hästar från sin fars stall när han var tio år gammal. Han vann sitt första lopp 1948, 12 år gammal, med hästen The Chase på Haydock Park. 1954 red han sin första segrare av Epsom Derby, vid en ålder av endast 18 år. Under hans karriär har han vunnit ytterligare åtta upplagor av loppet.
Han var förstejockey hos Noel Murless och senare för Vincent O'Brien och hade en enormt framgångsrik karriär. Han hade även en stor skara fans, och hjälpte till att utöka populariteten för galoppsporten utöver dess klassbaserade ursprung.
Piggott var ovanligt lång för att vara jockey (173 cm), därav hans smeknamn "The Long Fellow". Han kämpade för att hålla sin vikt nere och under större delen av sin karriär red han med vikten 51 kg.

Under karriären blev han Champion Jockey elva gånger.

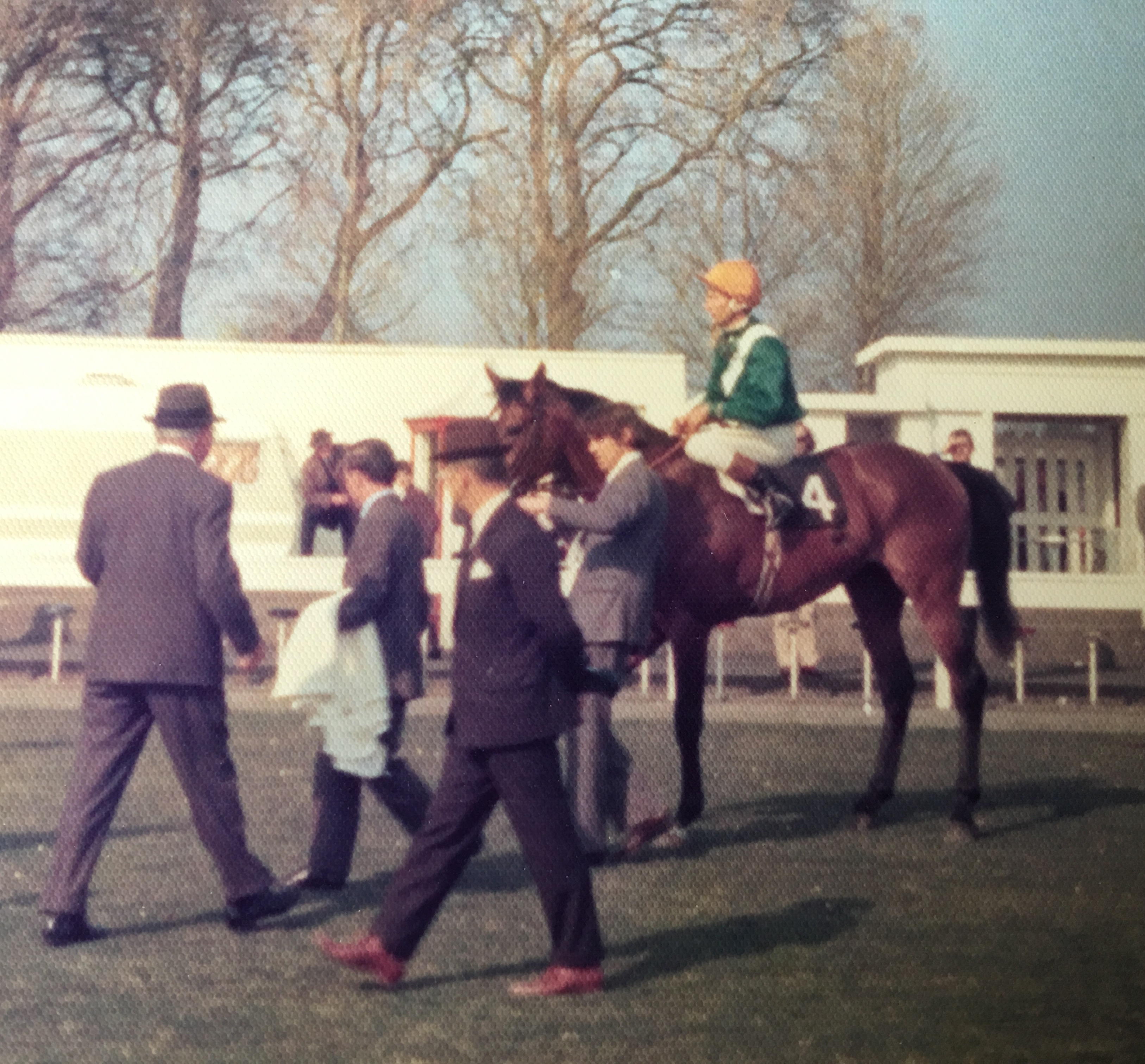
Lester Piggott tillsammans med Apalachee, 1974.

Piggott pensionerade sig som jockey i slutet av 1985 och blev istället galopptränare. Hans stall Eve Lodge Stables i Newmarket, Suffolk hade plats för 97 hästar. Hans nya karriär som galopptränare avslutades när han dömdes till fängelse för skattebedrägeri. Hans utmärkelse i Brittiska imperieorden (som han tilldelades 1975) återkallades. Han avtjänade 366 dagar i fängelse. En bild på Piggott visas på omslaget till singeln I Didn't Mean It av Status Quo. På omslaget visas tio kända profiler, som hamnat i trubbel med rättvisan.Han återupptog sin karriär som jockey 1990 och vann Breeders' Cup Mile tillsammans med hästen Royal Academy, mindre än tio dagar efter sin comeback. Hans sista seger i Storbritannien var i oktober 1994 och han gick officiellt i pension 1995.
Piggott bodde nära Newmarket i Suffolk under hela karriären. Han bosatte sig sedan i Bursinel i Schweiz tillsammans med sin partner och vän Lady Barbara FitzGerald.
2004 gav han ut boken Lester's Derbys.

## Familj och privatliv
Lester Piggott föddes i Wantage i en familj som sysslat med hästkapplöpning ända tillbaka till 1700-talet. Familjen Piggott var en jordbruksfamilj som från 1870-talet drev Crown Inn i Nantwich i över 30 år. Lesters farfar Ernest (Ernie) Piggott (1878–1967) ägde ett stall på The Old Manor i Letcombe Regis och hans far (Ernest) Keith Piggott (1904–1993) ett annat stall på South Bank i Lambourn, där Lester bodde fram till 1954.
Ernie Piggott red tre segrare av Grand National (1912, 1918 och 1919) och gifte sig med en syster till jockeyerna Mornington Cannon och Kempton Cannon, som båda vunnit Epsom Derby (1899 respektive 1904). Lester Piggott var kusin till jockeyerna Bill och Fred Rickaby på sin mors sida.
Piggott gifte sig med Susan Armstrong 1960. Hennes far, Sam Armstrong, och hennes bror, Robert Armstrong, var båda galopptränare. Tillsammans har de två döttrar, Maureen och Tracy. Piggott har också en son, Jamie, från en relation med Anna Ludlow. Han bodde efter karriären i Bursinel i Schweiz med sin partner och familjevän Lady Barbara FitzGerald. Hans hus uppkallades efter den berömda galopphästen Florizel.
Piggott var delvis döv och hade mindre problem med talet.

## Sjukdom
Den 15 maj 2007 lades Piggott in för intensivvård på ett schweiziskt sjukhus på grund av åkommor av ett tidigare hjärtproblem. Hans fru uppgav att denna sjukdom inte var livshotande och att han återhämtade sig, och att intensivvården var en försiktighetsåtgärd. Han deltog i Royal Ascot i juni 2007 och Epsom Derby i juni 2008 där han tippade vinnaren, New Approach, under en TV-intervju för BBC.
Piggott avled den 29 maj 2022 vid 86 års ålder.